# 12932 Conedera
12932 Conedera è un asteroide della fascia principale. Scoperto nel 1999, presenta un'orbita caratterizzata da un semiasse maggiore pari a 2,4239975 au e da un'eccentricità di 0,2036601, inclinata di 3,42098° rispetto all'eclittica.
L'asteroide è dedicato a Marina Conedera, moglie dello scopritore.